# 3081 Martinůboh
A 3081 Martinůboh (ideiglenes jelöléssel 1971 UP) a Naprendszer kisbolygóövében található aszteroida. Luboš Kohoutek fedezte fel 1971. október 26-án.